# حواء الميتوكوندرية

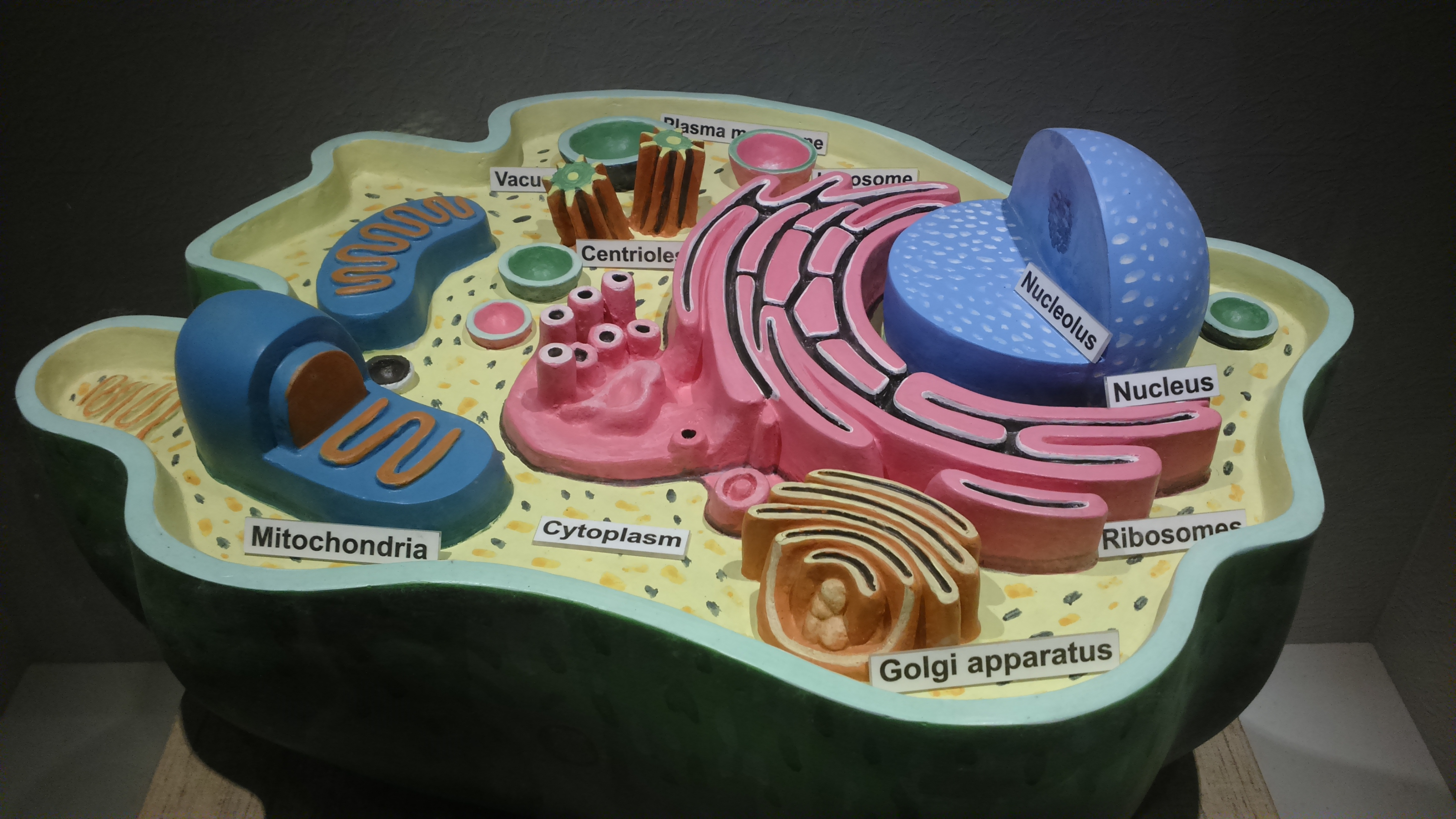
بنية خلية إنسان: المتقدرة توجد خارج نواة الخلية، ويتوارثها النسل (رجالا ونساء) عن الأم عن طريق البويضة.

حواء الميتوكوندرية هو الاسم الذي أطلق على امرأة افتراضية تعتبر السلف المشترك بين جميع البشرية. وجودها تأكد من خلال دراسة تعدد أشكال النوكليوتيدات المفردة الحادثة في دنا المتقدرات في أناس من مختلف أنحاء الأرض، وتبين لهم أن هناك خطوط متقدرات تجمع بين جميع سكان الأرض.
المتقدرة (الميتوكوندريا) هي عضيات خلوية لا تنتقل إلى النسل إلا عن طريق بويضة الأم. ولقد ثبت بدراسة المتقدرات من أناس من مختلف أقطار العالم أن جميع المتقدرات البشرية لها أصل مشترك، «حواء المتقدرية» هي المقابل النسوي لصبغي آدم Y، السلف المشترك في السلالة الأبوية.
مع مراعاة سرعة التطفر (تصور للساعة الجزيئية) في دنا المتقدرات، تشير إحصاءات الفحوص للحمض النووي الميتوكوندري إلى أن حواء الميتوكوندرية عاشت تقريبا قبل نحو 130.000 سنة، وهي تعتبر أم جميع البشر.

## متى وأين عاشت حواء؟

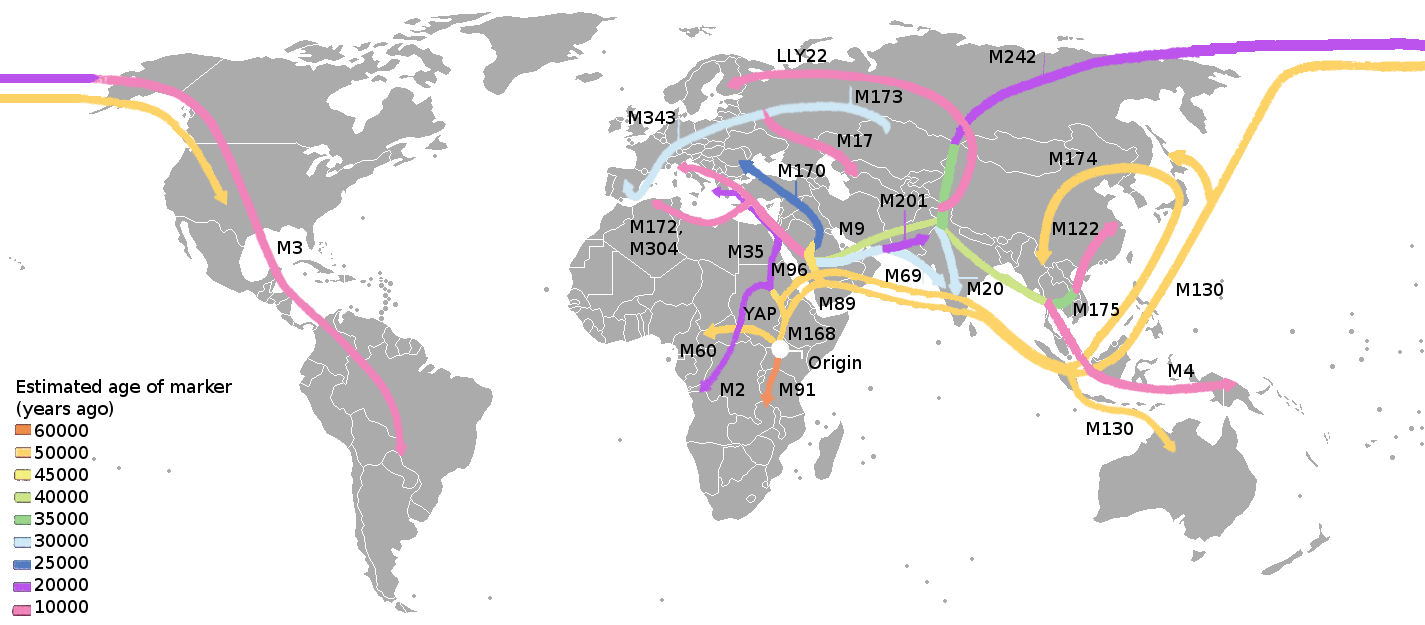
الخريطة تبين انتشار الإنسان الحديث (Homo sapiens) في أنحاء العالم عبر التاريخ منذ نحو 60.000 سنة. الدراسة مبنية على تحليلات الدنا لأناس من مختلف بلاد العالم.

في عام 1983 كانت قد أجريت أول الدراسات والفحوص على تغير دنا المتقدرات البشرية.
وعرفت النظرية التي تشير إلى تماثل المتقدرات في سبعة أشخاص من مختلف أنحاء العالم من أطروحة علمية قام بنشرها العالم «كان» وزملاؤه في عام 1987 في المجلة العلمية «نيتشر».
قام «كان» وزملاؤه في عام 1987 باستخراج دنا mtDNA من مشيمات عدة إناث من مختلف أنحاء العالم. وقاموا بمقارنة الـ mtDNA من تلك الإناث ووجدوا تشابها كبيرا بينها واستطاعوا تعيين تفرعها العرقي. ومن الجذور المستخرجة للمتقدرات تفرعت إلى فرعين: الفرع الأول وجدوا فيهِ أفارقة فقط، وعلى الفرع الثاني أناس من أنحاء أخرى من العالم. ومن تلك النتائج توصل العلماء إلى أن الجميع يعودون إلى «حواء الميتوكوندرية»، ولابد من أنها عاشت في أفريقيا.
وحاول العلماء فوق ذلك تعيين التسلسل الزمني للجزيئات لمعرفة متى عاشت حواء الميتوكوندرية. في عام 1987 كانت هناك بعض البيانات عن دنا المتقدرات لبعض الأسماك والطيور والثدييات. وتبين تلك البيانات أن من تلك البيانات أن دنا mtDNA يتغير بمعدل 2% إلى 4% كل مليون سنة. وعلى هذا الأساس قام العلماء بتقدير عمر حواء من التحليلات التي أجروها. ونظرا لتغير دنا المتقدرات المستخرجة من مشيمات الأشخاص تحت البحث بمعدل 0.57% فقط، فاستنتجوا أن حواء الميتوكوندرية تكون قد عاشت قبل نحو 200.000 سنة.

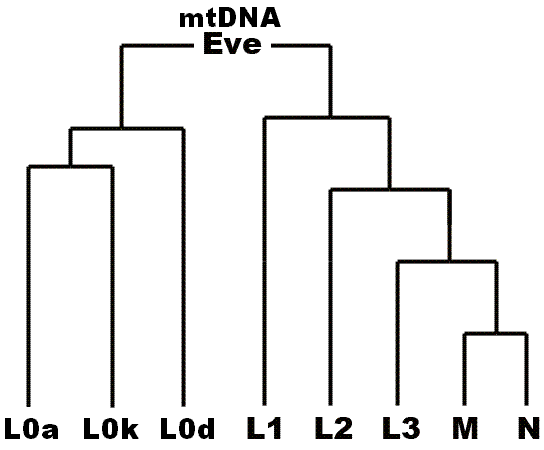
تفرع الأجناس البشرية من حواء

نشرت أبحاث في عام 2009 أنها تشير إلى أن حواء عاشت قبل نحو 234.000 - 152.00 سنة، وتبعتها دراسة أخرى تمت في عام 2013 تشير إلى أن حواء عاشت قبل نحو 148.000 - 99.000 سنة.
| تفرعات مجموعات جينات الدنا الميتوكوندري البشري (mtDNA) |                    |    |    |   |   |  |   |   |        |        |   |        |        |   |   |    |    |    |    |    |    |    |     |   |  |  |
|                                                        |                    |    |    |   |   |  |   |   |        |        |   |        |        |   |   |    |    |    |    |    |    |    |     |   |  |  |
|                                                        | حواء الميتوكوندرية |    |    |   |   |  |   |   |        |        |   |        |        |   |   |    |    |    |    |    |    |    |     |   |  |  |
| \|                                                     |                    |    |    |   |   |  |   |   |        |        |   |        |        |   |   |    |    |    |    |    |    |    |     |   |  |  |
| L0                                                     | L0                 |    |    |   |   |  |   |   |        |        |   | L1     | L1     |   |   |    |    |    |    |    |    |    |     |   |  |  |
|                                                        |                    | L2 | L2 |   |   |  |   |   | L3     | L3     |   |        |        |   |   |    | L4 | L4 | L5 | L5 | L6 | L6 | L7  |   |  |  |
|                                                        |                    |    |    | M |   |  |   |   |        |        |   |        |        |   | N |    |    |    |    |    |    |    |     |   |  |  |
|                                                        | CZ                 | D  | E  | G | Q |  |   |   |        |        | R |        |        |   |   |    |    | A  | S  | Y  |    |    | IWX |   |  |  |
| C                                                      | Z                  |    |    |   |   |  | B | F | pre-HV | pre-HV |   | pre-JT | pre-JT | P | P | UK |    |    |    |    |    | I  | W   | X |  |  |
|                                                        |                    |    |    |   |   |  |   |   | HV     | HV     |   | JT     | JT     |   |   | U  | K  |    |    |    |    |    |     |   |  |  |
|                                                        |                    |    |    |   |   |  |   |   | H      | V      |   | J      | T      |   |   |    |    |    |    |    |    |    |     |   |  |  |

## الطفرات
نظرا لأن دنا المتقدرات متوارثة عن الأم، فهي تختلف من شخص إلى شخص عن طريق الطفرات التي حدثت في جينات المتقدرات وتراكمت عبر أجيال طويلة منذ تفرعت من حواء الميتوكوندرية.
قام ألان ولسون وزملاؤه في السبعينيات من القرن الماضي واتضح لهم أن معدل الطفرات التي تحدث في المتقدرات البشرية تتم أسرع كثيرا من معدل حدوث طفرات في الدنا. ووجدوا أنه تحدث 0.02 من الاستبدالات في كل قاعدة كل مليون سنة، وهذا معدل بين 5 إلى 10 مرات من معدل حدوث طفرات في دنا النواة. لهذا نجد هذا التنوع في المتقدرات الموروثة عن الأم، منذ حواء الميتوكوندرية التي يعطيها الجدول أعلاه.
أما تحليل الجينات المأخوذة عن الرجال وتسلسلها عبر الأجيال فيعتمد الباحثون على جينات كروموسوم Y لآدم، وآدم هو الإنسان العاقل Homo sapien sapien الأول الذي تفرعت منه سلالات البشر طبقا للدراسات. إلى جانب ما يتوارثه الإنسان من متقدرات عن أمه فهو يتوارث دنا النواة من أبيه وأمه. وتحليل التسلسل عن الآباء فهو يتم عن طريق تحليل كروموسوم واي المتوارث عن الأب فقط.

## التاريخ

### البحوث المبكرة
أجري بحث مبكر باستخدام طرق الساعة الجزيئية خلال أواخر السبعينات إلى أوائل الثمانينات. وجد كل من ألان ويلسون ومارك ستونكينج وريبيكا ل. كان ووزلي إم براون أن الطفرة في الدنا المتقدرة (mtDNA) للبشر كانت سريعة بشكل غير متوقع، يصل إلى كونها أسرع 5-10 مرات في الحمض النووي للنواة.

### بيان 1987
بعد أكثر من 40 مراجعة للموضوع، قُدمت المخطوطة إلى مجلة نيتشر في أواخر عام 1985 أو ربما في أوائل عام 1986 ونشرت في 1 يناير 1987. كان الاستنتاج المنشور هو أن جميع الدنا المتقدرة (mtDNA) نشأت من مجموعة واحدة من أفريقيا، في وقت يتراوح بين 140,000 و 200,000 سنة مضت.
كان تأريخ «حواء» بمثابة ضربة للفرضية متعددة الأقاليم، والتي كانت موضع نقاش مثير للجدل في ذلك الوقت، ودعم لنظرية النموذج الأصلي الحديث (نظرية الخروج من أفريقيا).
لم يستخدم كان أو ستوكينج أو ويلسون مصطلح «حواء الميتوكوندرية» أو حتى اسم حواء في مخطوطاتهم الأصلية؛ ويبدو أن هذا المصطلح نشأ مع مقال لروجر لوين نُشر في مجلة ساينس عام 1987 بعنوان «كشف حواء الميتوكوندرية».

### النقد والبحث في وقت لاحق
بعد وقت قصير من ظهور بيان 1987، نُشر نقد لمنهجيته واستنتاجاته الثانوية. كما نوقش بشكل مثير للجدل خلال فقرة التسعينات من القرن الماضي كل من تاريخ حواء الميتوكوندرية وأهمية عصر النسب الأموي البحت لاستبدال السكان. أكد آلان تمبلتون عام 1997 أن الدراسة لم تدعم فرضية الأصل الأفريقي الحديث للبشرية جمعاء بعد الانقسام بين الأفارقة وغير الأفارقة قبل 100,000 عام.
على الرغم من أن البحث الأصلي كان له قيود تحليلية، إلا أن التقدير الخاص بعمر الميتوكوندريا لأحدث سلف مشترك أثبت أنه قوي.

## أصل الميتوكوندريا والأصل الأنثوي
لا يمكن إعادة بناء الشريط الوراثي الكامل (الجينوم) لأي شخص توفى منذ فترة طويلة بدون عينة من الحمض النووي. ومع ذلك، يمكن للعلماء تقدير أجزاء من جينوم الأسلاف من خلال تحليل الحمض النووي للنسل. يمكن تحديد الفروع بواحد أو أكثر من العلامات الفريدة المميزة التي تعطي النمط الفرداني؛ وكل علامة عبارة عن زوج أساسي من الحمض النووي والذي نتج من تعدد أشكال النوكليوتيدات المفردة. وهذا يؤدي إلى بناء شجرة عائلة DNA حيث تكون الفروع في شكل صفائح ثنائية، ويكون الأسلاف المشتركون مثل حواء الميتوكوندريا عند نقاط التفرع في هذه الشجرة. يُقال أن الفروع الرئيسية تحدد مجموعة نمط جماعي (هابلوغروب)، وتسمى الفروع الكبيرة التي تحتوي على عدة مجموعات نمط جماعي «مجموعة هابلوغروب كبيرة».
النوع الحيوي للميتوكوندريا الذي تحدده حواء الميتوكندريا هو الإنسان العاقل نفسه، أو على الأقل السكان الحاليون أو النوع الزمني كما هو موجود اليوم.
يمكن استخدام تباين الحمض النووي للميتوكوندريا بين أشخاص مختلفين لتقدير الوقت الذي يعود إلى سلف مشترك، مثل حواء الميتوكوندريا. يعمل هذا لأن الحمض النووي للميتوكوندريا -على طول أي مسار معين من النسب- يتراكم طفرات بمعدل واحد تقريبًا كل 3500 عام لكل نوكليوتيد. يبقى عدد معين من هؤلاء المتغيرون الجدد في الأزمنة الحديثة ويمكن تحديدهم كنسب متميز. في الوقت نفسه تنتهي بعض الفروع - بما في ذلك الفروع القديمة جدًا- عندما لا يكون لدى العائلة الأخيرة في فرع متميز بنات.
يتم تحديد عدد الطفرات التي يمكن العثور عليها التي تميز بين الأشخاص المعاصرين وفقًا لمعيارين: الأول والأكثر وضوحًا، هو الوقت الذي عاودت عليها، ولكن ثانيًا وأقل وضوحًا من خلال المعدلات المختلفة التي ظهرت بها فروع جديدة وأصبحت الفروع القديمة تنقرض. من خلال النظر في عدد الطفرات التي تراكمت في فروع مختلفة من هذه الشجرة العائلية، والنظر في المناطق الجغرافية التي لديها أوسع مجموعة من الفروع الأقل صلة، يمكن اقتراح المنطقة التي تعيش فيها حواء.

## مفاهيم خاطئة
ساهم الاسم الشائع «حواء الميتوكوندرية» في عدد من المفاهيم الخاطئة الشاسعة. في البداية، تم استقبال إعلان حواء الميتوكوندريا بتأييد من «نظرية خلقية الأرض الفتية» والتي تنظر إلى هذا الإعلان على أنه تحقيق ل «قصة الخلق في سفر التكوين». بسبب سوء الفهم هذا، كان مؤلفو منشورات العلوم الشعبية منذ تسعينيات القرن الماضي مؤكدين في الإشارة إلى أن الاسم مجرد اتفاقية شعبية، وأنه لا يشير بأي حال من الأحوال إلى «المرأة الأولى».

### ليست المرأة الوحيدة
ليس معنى أن حواء الميتوكوندريا ينحدر منها في نسل مباشر جميع النساء اللائي هن على قيد الحياة اليوم  فمن الخاطئ أن نعتقد أنها كانت المرأة الوحيدة على قيد الحياة في ذلك الوقت، فتشير دراسات الحمض النووي النووي إلى أن حجم البشر القدامى لم ينخفض أبدًا إلى أقل من عشرات الآلاف. فقد يكون للنساء الأخريات اللائي يعشن في زمن حواء أحفاد على قيد الحياة اليوم ولكن ليس في خط أنثوي مباشر.[بحاجة لمصدر]

### ليست فردًا ثابتًا بمرور الزمن
إن تعريف حواء الميتكوندريا ثابت، ولكن المرأة في عصور ما قبل التاريخ التي تتناسب مع هذا التعريف يمكن أن تتغير. هذا يعني أنه لا يمكن تغيير معرفتنا لموعد ومكان حواء الميتوكوندريا بسبب الاكتشافات الجديدة، ولكن حواء الميتوكوندريا الفعلية يمكن أن تتغير. يمكن أن تتغير حواء الميتوكوندريا عندما ينتهي المسار المتجه من الأم إلى الابنة بالصدفة؛ ويترتب على تعريف حواء الميتوكوندريا أن لديها ابنتان على الأقل ولديهما سلالات أنثوية غير منقطعة نجت حتى يومنا هذا.
في كل جيل تنتهي سلالات الميتوكوندريا عندما تموت امرأة ذات دنا متقدرة فريدة من نوعها بلا بنات. نظرًا لأن تعيين الدنا المتقدرة للبشر غير مكتمل للغاية، فإن اكتشاف خطوط الدنا المتقدرة الحية التي تسبق مفهومنا الحالي «حواء الميتوكوندريا» يمكن أن يؤدي إلى انتقال اللقب إلى امرأة سابقة.

### ليس بالضرورة معاصرًا لآدم الصبغي واي
في بعض الأحيان يُفترض أن حواء الميتوكوندريا قد عاشت في نفس الوقت الذي يعيش فيه الآدم الكروموسومي واي (الذي ينحدر منه جميع الناس الأحياء أبويًا)، وربما حتى قابلوه وتزاوجوا معه. حتى لو كان هذا صحيحًا -والذي يُعتبر حاليًا أمرًا مستبعدًا للغاية- فسيكون ذلك مجرد صدفة.
أشارت دراسة حديثة في مارس عام 2013 إلى أن عاشت بعد آدم بكثير؛ ربما بعد حوالي 140,000 عام. وهناك دراسات اعتبرت العكس، وهو أن حواء عاشت قبل آدم. وهناك المزيد من الدراسات الحديثة تشير إلى أن حواء الميتوكوندريا والآدم الكروموسومي واي ربما عاشو بالفعل في نفس الوقت.

### لا يشترك جميع البشر في أحدث سلف مشترك
يمكن للتسلسل التقريبي من الأحدث إلى الأقدم سرد مختلف النقاط المهمة في أسلاف البشر الحديثين:
- تشير عمليات محاكاة مونت كارلو إلى أن «أحدث سلف مشترك» ولد بشكل مفاجئ مؤخرًا –ربما حتى خلال الخمسة آلاف عام الماضية- حتى بالنسبة للأشخاص المولودين في قارات مختلفة.
- قبل بضعة آلاف من السنين قبل أن يتقاسم جميع البشر الأحياء أخر أصل منفرد، كان البشر الذين على قيد الحياة وقتها لا ينحدرون من سلالات على قيد الحياة اليوم، أو كانوا أجدادًا مشتركين لجميع البشر الذين على قيد الحياة اليوم.[20]
- حواء الميتوكوندريا هي أحدث سلف مشترك للإناث من جميع الناس الأحياء.
- أدم الصبغي واي هو أحدث سلف مشترك للذكور من جميع الناس الأحياء.

## اقرأ أيضا
- هابلوغروب (متقدرة)
- هابلوغروب L0
- هابلوغروب L1 الميتوكوندرية
- هابلوغروب B الميتوكوندرية
- هابلوغروب N1a الميتوكوندرية